# ألان كامبل
ألان كامبل (بالإنجليزية: Allan Campbell) (4 يوليو 1998 بغلاسكو في المملكة المتحدة - ) هو لاعب كرة قدم بريطاني في مركز الوسط.

## وصلات خارجية
- ألان كامبل على موقع الاتحاد الإسكتلندي (الإنجليزية)
- ألان كامبل على موقع قاعدة بيانات كرة القدم.إي يو (الإنجليزية)
- ألان كامبل على موقع Soccerbase.com (لاعب) (الإنجليزية)
- ألان كامبل على موقع Soccerway.com (الإنجليزية)
- ألان كامبل على موقع عالم كرة القدم.نت (الإنجليزية)